# Dipoli (Bénin)
Pour les articles homonymes, voir Dipoli.
Dipoli est l'un des sept arrondissements de la commune de Boukoumbé dans le département de l'Atacora au Bénin. Il est situé au nord-ouest du Bénin.

## Organisation administrative
L'arrondissement de Dipoli compte 6 villages : Dikounmini, Dimansouri, Dipoli, Dissapoli, Mantchari, Otanongou.

## Population
Selon le recensement de la population de 2013 conduit par l'Institut national de la statistique et de l'analyse économique (INSAE), Dipoli compte 9393 habitants  .